# Nicolas Goulu
Nicolas Goulu est un humaniste français, né près de Chartres en 1530, mort en 1601. 

## Biographie
Il acquiert une connaissance approfondie, des langues classiques, et devient gendre du poète Jean Dorat, à qui il succède, en 1567, comme professeur au Collège de France. 
Il est le père de Jean Goulu.

## Œuvres
On a de lui :
- Oratoriæ facilitatis brave compendium ex Cieérone et Quintiliano collectum (1559, in-8°) ;
- In Ciceronis doctrinam topicam brevis commentatio (1560, in-4°) ;
- Epitome in universam Cicéronis philosophiam, Paris, 1564

Il traduisit aussi des Hymnes de Callimaque et des Sermons de Saint Grégoire de Nysse.